# الساندرو روسو (بازیکن فوتبال، زاده ۲۰۰۱)
الساندرو روسو (انگلیسی: Alessandro Russo؛ زادهٔ ۳۱ مارس ۲۰۰۱) بازیکن فوتبال ایتالیایی است که به عنوان دروازه‌بان برای ساسولو بازی می‌کند. 
وی همچنین در تیم‌های ملی فوتبال زیر ۱۶ سال ایتالیا، زیر ۱۷ سال ایتالیا، زیر ۱۸ سال ایتالیا، زیر ۱۹ سال ایتالیا، و زیر ۲۱ سال ایتالیا بازی کرده‌است.